# Grau terminal
O grau terminal ou grau acadêmico terminal é, em alguns países, o maior grau acadêmico existente na linha de estudos. Este termo para o grau de estudos é comum nos Estados Unidos, mas não é universal no contexto internacional. Alguns países como o Reino Unido não reconhecem diplomação com o título de grau terminal.

## Títulos terminais nos Estados Unidos
Alguns títulos terminais típicos nos Estados Unidos
- Doctor of Arts (DA)
- Doctor of Business Administration (DBA)
- Doctor of Canon Law (JCD)
- Doctor of Design (DDes)
- Doctor of Education (EdD)
- Doctor of Engineering (DEng/Dr. Eng./EngD)
- Doctor of Information Technology (DIT)
- Doctor of Laws (LLD) (In the US, the LLD is only awarded as an honorary degree.)
- Doctor of Juridical Science (JSD/SJD) (in the US)
- Doctor of Management (DM)
- Doctor of Medicine (MD the United Kingdom and many Commonwealth countries)
- Doctor of Osteopathic Medicine (DO)
- Doctor of Philosophy (PhD or DPhil)
- Doctor of Professional Studies (DPS)
- Doctor of Science (DSc)
- Doctor of Social Science (DSocSci)
- Doctor of Public Health  (DrPH, DPH)
- Doctor of Theology (ThD or DTh)